# Voices (Vangelis)
Voices is een studioalbum uit 1995 van Vangelis, zijn twaalfde 'artiestenalbum' onder die naam. Meestal vermeldde Vangelis zijn medemusici niet in de sleeve van zijn albums, maar met een album waarvan de titel verwees naar de zangers kon hij niet anders. De muziek werd, net als zijn album Oceanic, gebruikt in een documentaire voor The Learning Channel en Discovery Channel. De muziek is melodisch en voornamelijk met elektronische instrumenten geproduceerd. Het tempo is gebruikelijk voor Vangelis: laag; de opbouw doet denken aan zijn eerdere werk, waar een compositie over het gehele album werd gevarieerd en uitgesponnen.

## Musici
- Vangelis – toetsinstrumenten
- Het operakoor van Athene (1)
- Caroline Lavelle – zang, cello (3)
- Stina Nordenstam – zang (5)
- Paul Young – zang (7)

### Paul Young
Er werd niet aangegeven welke Paul Young op dit album meezong. De website van Paul Young vermeldde in 2010 niets over dit wapenfeit. Hij stond volgens AllMusic toen wel onder contract bij Eastwest Records. De andere Paul Young (Sad Café) vermeldde op zijn site ook geen Voices en hij stond in die tijd met Mike and the Mechanics onder contract bij Virgin Records. In een interview dat is gepubliceerd door de Official International ABBA Fan Club, komt naar voren dat eerst genoemde Paul Young dé Paul Young is die aan het album heeft meegewerkt.

## Muziek
Allen van Vangelis, behalve waar aangegeven

| Nr. | Titel                                                 | Duur |
| --- | ----------------------------------------------------- | ---- |
| 1.  | Voices                                                | 7:00 |
| 2.  | Echoes                                                | 8:20 |
| 3.  | Come to Me (tekst van Caroline Lavelle)               | 4:40 |
| 4.  | PS                                                    | 2:05 |
| 5.  | Ask the Mountain (tekst van Stina Nordenstam)         | 7:55 |
| 6.  | Prelude                                               | 4:24 |
| 7.  | Losing Sleep (Still, My Heart) (tekst van Paul Young) | 6:41 |
| 8.  | Messages                                              | 7:30 |
| 9.  | Dream in an Open Place                                | 5:50 |

## Lijsten
Voor een dergelijk album haalde het behoorlijke verkoopcijfers; wellicht lifte het mee op het toen verkooptechnisch zeer succesvolle soundtrack van 1492: Conquest of Paradise (3 weken nummer 1). In Duitsland haalde het de 24e plaats in 16 weken, in Noorwegen, een 25e plaats, in Oostenrijk 6e plaats in 15 weken; in het Verenigd Koninkrijk een 58e plaats, in Zweden een 50e plaats en in Zwitserland plaats 7 in 11 weken.

### Album Top 100
| "Voices" in de Nederlandse Album Top 100 - binnen: 11-11-1995 | "Voices" in de Nederlandse Album Top 100 - binnen: 11-11-1995 | "Voices" in de Nederlandse Album Top 100 - binnen: 11-11-1995 | "Voices" in de Nederlandse Album Top 100 - binnen: 11-11-1995 | "Voices" in de Nederlandse Album Top 100 - binnen: 11-11-1995 | "Voices" in de Nederlandse Album Top 100 - binnen: 11-11-1995 | "Voices" in de Nederlandse Album Top 100 - binnen: 11-11-1995 | "Voices" in de Nederlandse Album Top 100 - binnen: 11-11-1995 | "Voices" in de Nederlandse Album Top 100 - binnen: 11-11-1995 | "Voices" in de Nederlandse Album Top 100 - binnen: 11-11-1995 |
| Week                                                          | 1                                                             | 2                                                             | 3                                                             | 4                                                             | 5                                                             | 6                                                             | 7                                                             | 8                                                             | 9                                                             |
| ------------------------------------------------------------- | ------------------------------------------------------------- | ------------------------------------------------------------- | ------------------------------------------------------------- | ------------------------------------------------------------- | ------------------------------------------------------------- | ------------------------------------------------------------- | ------------------------------------------------------------- | ------------------------------------------------------------- | ------------------------------------------------------------- |
| Nummer                                                        | 75                                                            | 48                                                            | 36                                                            | 47                                                            | 47                                                            | 61                                                            | 65                                                            | 79                                                            | 100                                                           |